# Kőtiszafa
A kőtiszafa (Podocarpus) a tűlevelűek (Pinopsida) osztályába sorolt fenyőalakúak (Pinales) rendjében a kőtiszafafélék (Podocarpaceae) családjának névadó nemzetsége.

## Rendszertani felosztása
A nemzetségbe az alábbi 2 alnemzetség, 18 fajcsoport és 96 faj tartozik:
- Podocarpus alnemzetség - 9 fajcsoport és 42 faj
  - Podocarpus fajcsoport - (Kelet- és Dél-Afrika); 3 faj
    - Podocarpus elongatus - típusfaj
    - sárgavirágú kőtiszafa (Podocarpus latifolius)
    - Podocarpus falcatus

  - Scytopodium fajcsoport - (Madagaszkár és Kelet-Afrika); 5 faj
    - Podocarpus capuronii
    - Podocarpus henkelii
    - Podocarpus humbertii
    - Podocarpus madagascariensis
    - Podocarpus rostratus

  - Australis fajcsoport - (Délkelet-Ausztrália, Új-Zéland, Új-Kaledónia, Dél-Chile); 7 faj
    - Podocarpus alpinus
    - Podocarpus cunninghamii
    - Podocarpus gnidioides
    - Podocarpus lawrencei
    - havasi kőtiszafa (Podocarpus nivalis) — új-zélandi[1]
    - Podocarpus nubigenus
    - árlevelű kőtiszafa (Podocarpus totara)

  - Crassiformis fajcsoport - (Északkelet-Queensland); 1 faj
    - Podocarpus smithii

  - Capitulatis fajcsoport - (Közép-Chile, Dél-Brazília, az Andok Észak-Argentínától egészen Ecuadorig); 7 faj
    - Podocarpus glomeratus
    - Podocarpus lambertii
    - Podocarpus parlatorei
    - fűzlevelű kőtiszafa (Podocarpus salignus)
    - Podocarpus sellowii
    - Podocarpus sprucei
    - Podocarpus transiens

  - Pratensis fajcsoport - (Délkelet-Mexikótól egészen Guyanáig és Peruig); 3 faj
    - Podocarpus oleifolius
    - Podocarpus pendulifolius
    - Podocarpus tepuiensis

  - Lanceolatis fajcsoport - (Dél-Mexikó, Puerto Rico, Kis-Antillák, Venezuelától Bolívia magasabb hegyvidékéig); 5 faj
    - Podocarpus coriaceus
    - Podocarpus matudai
    - Podocarpus rusbyi
    - Podocarpus salicifolius
    - Podocarpus steyermarkii

  - Pumilis fajcsoport - (Dél-Karib-térség Guyana magasabb hegyvidékéig); 5 faj
    - Podocarpus angustifolius
    - Podocarpus aristulatus
    - Podocarpus buchholzii
    - Podocarpus roraimae
    - Podocarpus urbanii

  - Nemoralis fajcsoport - (Dél-Amerika középső és északi részei, valamint Dél-Bolívia); 6 faj
    - Podocarpus brasiliensis
    - Podocarpus celatus
    - Podocarpus guatemalensis
    - Podocarpus magnifolius
    - Podocarpus purdieanus
    - Podocarpus trinitensis
- Foliolatus alnemzetség - 9 fajcsoport és 54 faj
  - Foliolatus fajcsoport - (Nepáltól Szumátráig, a Fülöp-szigetek, és Új-Guineától egészen Tongáig); 11 faj
    - Podocarpus archboldii
    - Podocarpus beecherae
    - Podocarpus borneensis
    - Podocarpus deflexus
    - Podocarpus insularis
    - Podocarpus levis
    - Podocarpus neriifolius
    - Podocarpus novae-caledoniae
    - Podocarpus pallidus
    - Podocarpus rubens
    - Podocarpus spathoides

  - Acuminatus fajcsoport - (Észak-Queensland, Új-Guinea, Új-Britannia, Borneó); 3 faj
    - Podocarpus dispermus
    - Podocarpus ledermannii
    - Podocarpus micropedunculatus

  - Globulus fajcsoport - (a Kínai Köztársaságtól egészen Vietnámig, Szumátra és Borneó, Új-Kaledónia); 6 faj
    - Podocarpus annamiensis
    - Podocarpus globulus
    - Podocarpus lucienii
    - Podocarpus nakai
    - Podocarpus sylvestris
    - Podocarpus teysmannii

  - Longifoliolatus fajcsoport - (Szumátra és Borneó, keletre egészen a Fidzsi-szigetekig); 10 faj
    - Podocarpus atjehensis
    - Podocarpus bracteatus
    - Podocarpus confertus
    - Podocarpus decumbens
    - Podocarpus degeneri
    - Podocarpus gibbsii
    - Podocarpus longefoliolatus
    - Podocarpus polyspermus
    - Podocarpus pseudobracteatus
    - Podocarpus salomoniensis

  - Gracilis fajcsoport - (Dél-Kína, Malesiától egészen a Fidzsi-szigetekig); 5 faj
    - Podocarpus affinis
    - Podocarpus glaucus
    - Podocarpus lophatus
    - Podocarpus pilgeri
    - Podocarpus rotundus

  - Macrostachyus fajcsoport - (Délkelet-Ázsiától Új-Guineáig); 5 faj
    - Podocarpus brassii
    - Podocarpus brevifolius
    - Podocarpus costalis
    - Podocarpus crassigemmis
    - Podocarpus tixieri

  - Rumphius fajcsoport - (Hajnan, Malesiától Észak-Queenslandig); 3 faj
    - Podocarpus grayii
    - Podocarpus laubenfelsii
    - Podocarpus rumphii

  - Polystachyus fajcsoport - (Dél-Kína, Japán, a Maláj-félszigeten keresztül, egészen Új-Guineáig és Északkelet-Ausztráliáig); 9 faj
    - Podocarpus chinensis
    - Podocarpus chingianus
    - Podocarpus elatus
    - Podocarpus fasciculus
    - Podocarpus macrocarpus
    - nagylevelű kőtiszafa (Podocarpus macrophyllus, Podocarpus macrophylla)
    - Podocarpus polystachyus
    - Podocarpus ridleyi
    - Podocarpus subtropicalis

  - Spinulosus fajcsoport - (Ausztrália délkeleti és délnyugati partjai); 2 faj
    - Podocarpus drouynianus
    - Podocarpus spinulosus

## Felhasználása
Több faját dísznövénynek termesztik szerte a világon. Ezek közül a legismertebb a nagylevelű kőtiszafa (Podocarpus macrophyllus), amit egyebek kozt bonszainak is nevelnek.

### Fordítás
- Ez a szócikk részben vagy egészben  a   Podocarpus című angol Wikipédia-szócikk ezen változatának fordításán alapul.  Az eredeti cikk szerkesztőit annak laptörténete sorolja fel. Ez a jelzés csupán a megfogalmazás eredetét és a szerzői jogokat jelzi, nem szolgál a cikkben szereplő információk forrásmegjelöléseként.